# Квесі Ахумей-Зуну
Квесі Ахумей-Зуну (фр. Kwesi Ahoomey-Zunu; нар. 1 грудня 1958) — тоголезький політик, прем'єр-міністр Того з 23 липня 2012 року по 10 червня 2015 року.
Обіймав посаду міністра територіального управління та Генерального секретаря Президії, потім, у березні 2011 року, призначений міністром торгівлі та розвитку приватного сектора. Залишався на цій посаді до 19 липня 2012 року, коли після відставки прем'єр-міністра Жильбера Унгбо, призначений на його місце. Вступив на посаду 23 липня 2012 року.